# Maureen Lander

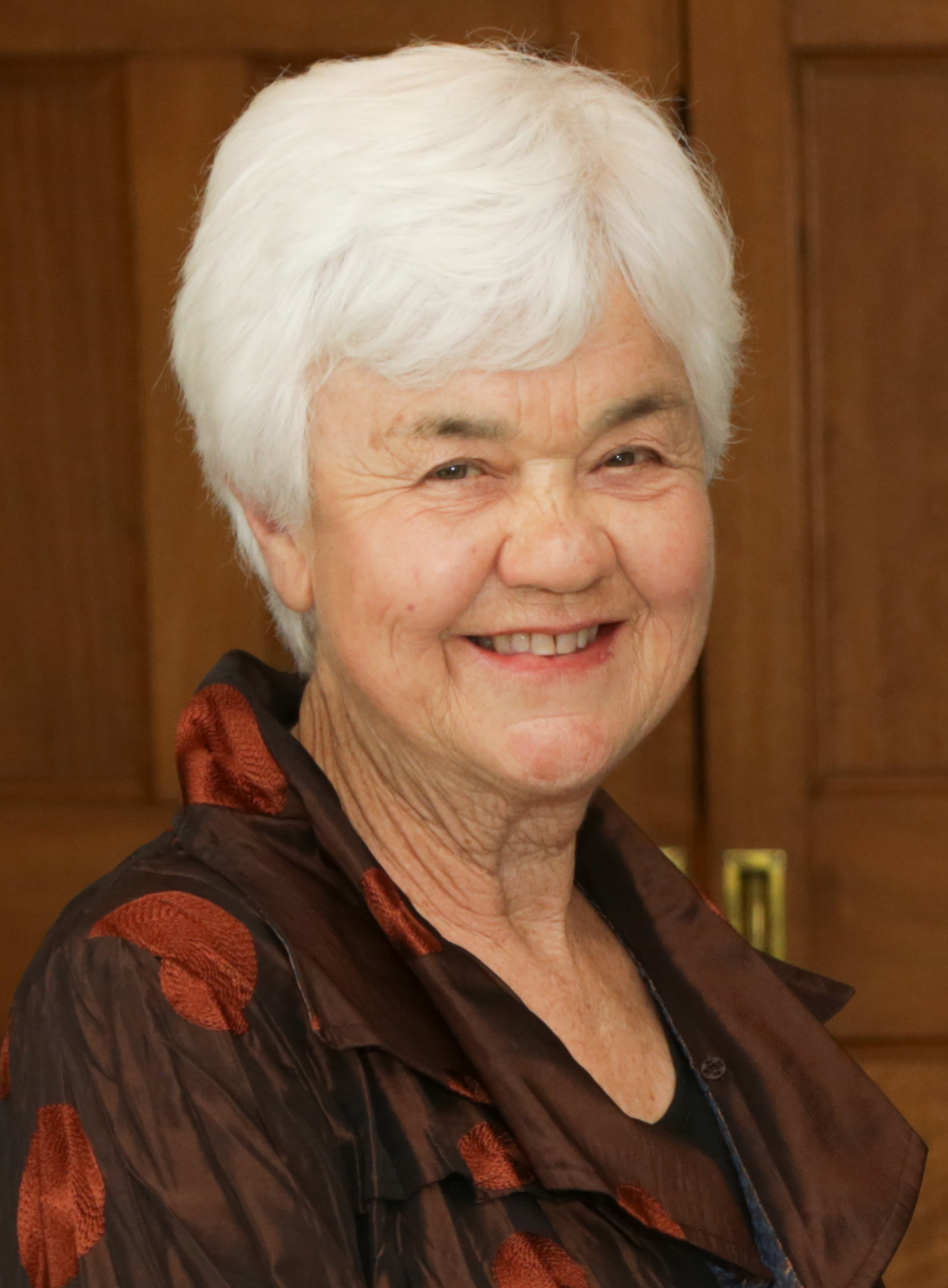
Maureen Lander, 2020

 Maureen Robin Lander MNZM (* 1942 in Rawene, Neuseeland) ist eine neuseeländische Multimedia-Installationskünstlerin, Weberin und Hochschullehrerin. Als erste Māori-Nachfahrin promovierte sie 2002 in Bildender Kunst an einer neuseeländischen Universität und ist bekannt für ihren innovativen Einsatz traditioneller Webtechniken zur Schaffung zeitgenössischer Kunstwerke.

## Ausbildung und Lehre
Lander wuchs in den 1950er Jahren in Te Karaka (Gisborne) auf. Sie absolvierte 1963 eine Ausbildung zur Grundschullehrerin in Wellington und unterrichtete bis Anfang der 1980er Jahre, als sie zum Studium zurückkehrte, zunächst am Aorere College, dann an der University of Auckland. Sie begann 1984 bei der Weberin Diggeress Te Kanawa die Techniken der Ernte und Verarbeitung von neuseeländischem Flachs, bekannt als Harakeke, zur Herstellung von Umhängen und zum Weben zu erlernen und begann 1986 ihre Kunstwerke auszustellen.
Nachdem sie 1984 ihren Bachelor of Fine Arts erhalten hatte, begann sie als Fotografin für die Anthropologieabteilung der University of Auckland zu arbeiten. Nach ihrem BFA in Fotografie 1987 erwarb sie 1989 auch einen Bachelor in Māori-Studien und Anthropologie an der University of Auckland, wo sie ihre Forschung fortsetzte und Dozentin für Kultur der Māori wurde. 1993 erwarb sie ihren Master of Fine Arts in Bildhauerei an der Elam School of Fine Arts at the University of Auckland.
Sie forschte und lehrte viele Jahre lang Māori-Kunst an der Auckland University. 2002 erhielt sie einen Doktortitel in Bildender Kunst von der Auckland University und den ersten Māori Academic Excellence Award für Bildende Kunst, Musik und darstellende Kunst Te Tohu Toi Ururangi, gesponsert von Toi Māori.

## Werke
Seit ihrem Ausscheiden aus der Universitätslehre 2007 hat sie weiterhin Arbeiten geschaffen und ausgestellt, hauptsächlich in Form großer Faserinstallationen wie Flatpack Whakapapa, die 2017 im Dowse Museum eröffnet wurde. 2020 arbeitete sie mit dem Mata Aho Collective an einer Installation mit dem Titel Atapō für die große Maori-Kunstausstellung der Auckland Art Gallery Toi Tu Toi Ora, für die sie später den Walter’s Prize gewann. Über mehrere Monate im Zeitraum von 2021 bis 2022 arbeitete sie mit einer Gruppe von acht Studenten der Auckland University an der Fertigstellung eines Auftragskunstwerks für das neue Atrium der Engineering School der Auckland University mit dem Titel Pou Iho.
Whetūrangi ist ein Kunstwerk für das Waitohi Johnsonville Hub von Lander in Zusammenarbeit mit Te Roopu Raranga oManaia. Te Roopu Raranga o Manaia ist eine Gruppe von Webern aus Te Whanganui a Tara (Wellington), die sich regelmäßig in Hikoikoi, Petone, treffen. Die Gruppe konzentriert sich darauf, das kulturelle und soziale Wohlergehen der Taranaki whānui des Wellington Tenths Trust und des Palmerston North Māori Reserve durch die traditionelle und zeitgenössische Praxis des Raranga toi Māori zu fördern. Dieses ortsspezifische Kunstwerk Whetūrangi wurde 2020 vom Stadtrat von Wellington in Auftrag gegeben und besteht aus achtundvierzig gewebten Harakeke-Formen, die sich über eine große Innenwand in Waitohi erstrecken. Der Titel Whetūrangi bezieht sich auf den Sternenhimmel, wo die Harakeke-Formen vor dem Himmel-Hintergrund der Wand zu Whetū (Sternen) werden.
Nach fast vierzig Jahren als praktizierende Künstlerin entwickelte Lander ein digitales Archiv mit Fotografien und zugehörigen Materialien, die ihre bisherige Karriere dokumentieren. Unterstützt von den Mitarbeitern der Heritage Studios und mit Mitteln von Creative New Zealand archiviert und digitalisiert sie, was schließlich der Öffentlichkeit zugänglich sein wird.

## Ausstellungen (Auswahl)
- 1988: Talking to a brick wall[5]
- 2002: Mrs Cook’s Kete, Pitt-Rivers-Museum, Oxford, England
- 2004–2007: Wai o te Marama Installation in The Eternal Thread, Te Aho Mutunga Kore exhibition, Pātaka, Porirua, in Neuseeland und in den Vereinigten Staaten
- 2006–2008: Metakete installation in Pasifika Styles, Cambridge Museum of Archaeology and Anthropology
- 2007: Tu Worlds installation in Conversations Across Time, Whakawhiti Korero, Canterbury Museum, Christchurch
- 2009: Moetangi. A lullaby + A lament in Hotere Country, Village Arts, Kohukohu, Hokianga
- 2011: An Ephemeral Practice, Northart Gallery, Northcote, Te Taumata exhibition series, Auckland Matariki festival
- 2017: Flat Pack Whakapapa, The Dowse Art Museum[6]
- 2019: Ngā Kete Toi: Woven Histories, Te Papa Tongarewa
- 2020: Flat-pack Whakapapa , Waikato Museum[7]
- 2020: Whenua Hou: New Māori Ceramics, Suter Art Gallery in Nelson
- 2021: Navigating Pae Tawhiti, Auckland
- 2023: Aho Marama Strings of Light [8]

## Ehrungen (Auswahl)
- 2002: erster Māori Academic Excellence Award
- 2019: Ngā Tohu ā Tā Kingi Ihaka | Sir Kingi Ihaka Awards, Te Waka Toi[9]
- 2020: Mitglied des neuseeländischen Verdienstordens für Verdienste um die Māori-Kunst im Rahmen der Queen’s Birthday Honours 2020 (MNZM)[10]
- 2021: Walters Prize 2021[11]
- 2022: Preisträgerin der Arts Foundation 2022[12][13]
- 2022: Theresa Gattung Female Arts Practitioners Award[14]

## Veröffentlichungen (Auswahl)
- Fibre Fragments from the Raupa Site, Hauraki Plains. In: Records of Auckland Institute and Museum, vol 29, 1992, S. 7–23.
- mit B. Wood: Glorified Scales. Auckland: Maureen Lander, 2001.
- mit T. Maihi: He Kete He Korero. Auckland: Reed Publishing, 2005.